# Daniel C. Brandenstein
Pour les articles homonymes, voir Brandenstein.
Daniel Charles Brandenstein, dit Dan Brandenstein, est un astronaute américain né le 17 janvier 1943.

## Vols réalisés
- 30 août 1983 : Challenger STS-8
- 17 juin 1985 : Discovery STS-51-G
- 9 janvier 1990 : Columbia STS-32
- 7 mai 1992 : Endevaour STS-49